# ロシア人の祈り
「ロシア人の祈り」（ロシアじんのいのり、ロシア語: Молитва русских, ラテン文字転写: Molitva russkikh）はロシア帝国の国歌である。1816年から1833年まで採用された。アレクサンドル1世が国歌を求めたことが、作られたきっかけである。
現在のイギリス、リヒテンシュタインと同類の音調の国歌である。
1833年に廃止されたあとは、｢神よツァーリを護り給え｣が国歌として採用された。なお、現在のロシア連邦においてはどちらも使用されていない。

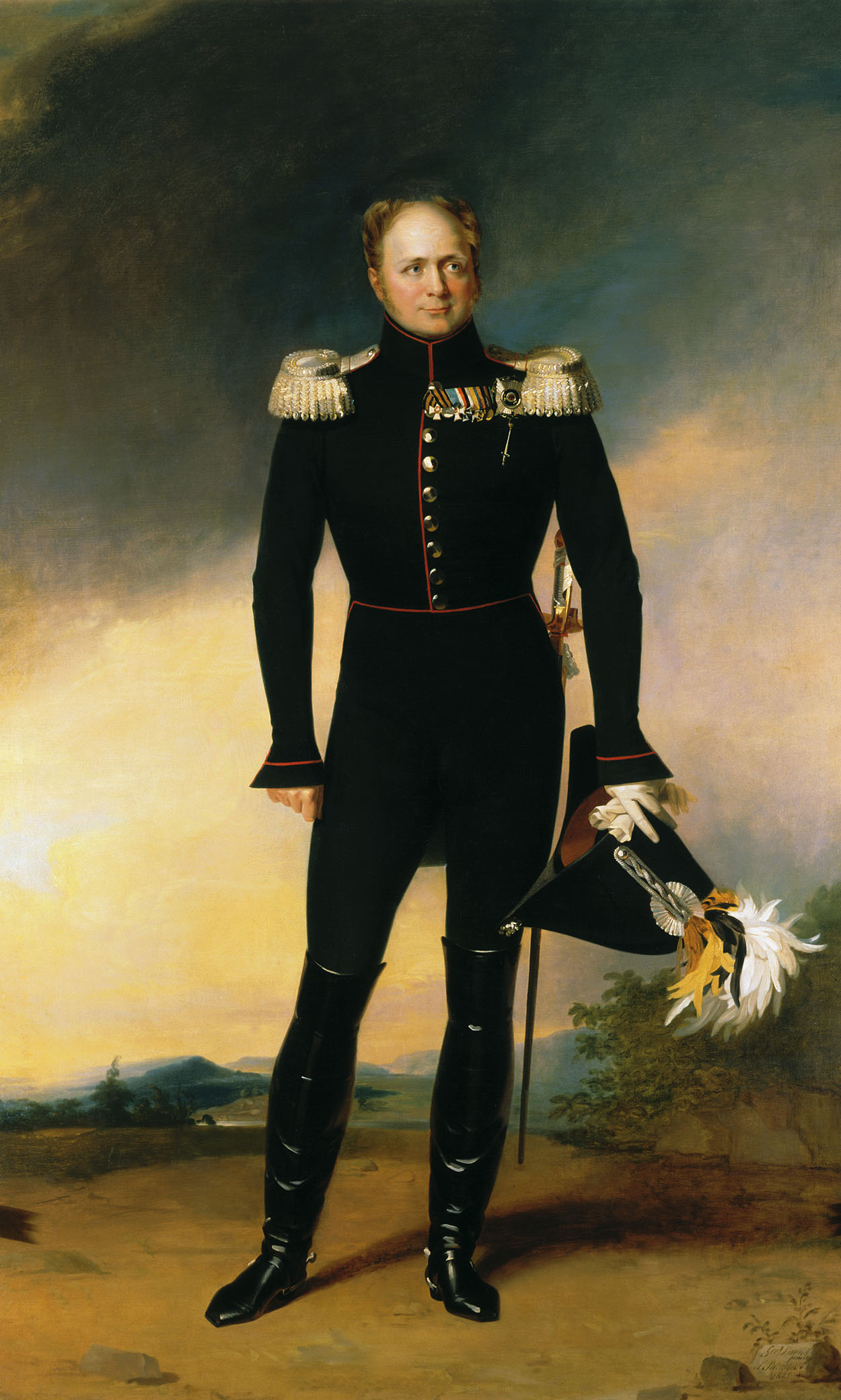
ロシア皇帝のアレクサンドル1世は国歌を作ることを求めた。

## 歴史
イギリスの｢国王陛下万歳｣の旋律をそのまま採用し、歌詞はヴァシーリー・ジュコーフスキーが制作した。ロシア帝国の皇帝（君主）を崇拝する国歌となっている。

## 歌詞
| Боже, Царя храни! Славному долги дни Дай на земли! Гордых смирителю, Слабых хранителю, Всех утешителю — Всё ниспошли! Перводержавную Русь православную Боже, храни! Царство ей стройное, В силе спокойное! Всё ж недостойное Прочь отжени! О, Провидение! Благословение Нам ниспошли! К благу стремление, В счастье смирение, В скорби терпение Дай на земли! | 神よ皇帝を守り給え！ 彼の栄光の時が 続くように！ 大地に与えよう 誇り高きものの謙虚さ、 弱きものの守り人を 全ての者に救済を！ 第一の玉座の地 正当なるロシア 神よ、守り給え 彼女の王国を安寧に導き給え 強さの中の穏やかさを 価値なき者を 払い給え！ 信託よ！ 祝福を 私たちに与え給え 良きことを願いと 幸せの中の謙虚さを 侮辱には忍耐を この地に与え給え！ |

### 同類の音調ながら歌詞が異なる国歌
- 国王陛下万歳 -  イギリス国歌である。
- 若きライン川上流に -  リヒテンシュタインの国歌である。現在も使用されている。
- 国王の歌 -  ノルウェーの王室歌である。
- My Country, 'Tis of Thee -  アメリカ合衆国の旧国歌（2代目）である。現在は星条旗と呼ばれる国歌を使用している。
- 皇帝陛下万歳 -  プロイセン王国と ドイツ帝国（普仏戦争に勝利したためプロイセンはドイツ帝国に移行）の国歌である。第一次世界大戦の敗戦・ドイツ革命の結果、民主共和制への移行もあって革命と同時に完全に廃止された。
- E Ola Ke Aliʻi Ke Akua（英語版） -  ハワイ王国の国歌である。現在は使用されていない。
- 神よザクセンを祝福し給え（英語版） - ザクセン王国 の国歌である。しかしドイツ統一の際に滅亡し、現在は ドイツと ポーランドの領土となっている。どちらも共和制のため、使用はされない。